# ナコーンパトム駅
ナコーンパトム駅 （ナコーンパトムえき、タイ語:สถานีรถไฟนครปฐม）は、タイ王国中部ナコーンパトム県ムアンナコーンパトム郡にある、タイ国有鉄道南本線の駅である。

## 概要
ナコーンパトム駅は、タイ王国中部のナコーンパトム県の県庁所在地で、人口27万人が暮らすムアンナコーンパトム郡にある。町の中心部に位置する為、利便性が良い。クルンテープ駅（バンコク）より、普通列車利用で約1時間30分程度であり、その運賃は14バーツ（約35円）である。

## 歴史
1903年6月19日に、当駅付近を含むタイ国鉄南本線第1期工事区間であるトンブリー - ペッチャブリー間が開通した。
1994年から2004年にかけて行われたタイ国鉄主要幹線の改良工事では、南本線バーンスー分岐駅 - 当駅間 (56.70km) の複線化が実施された。この際、同時に当駅までが自動信号 (CTC) 化されている。
- 1903年6月19日 【開業】旧トンブリー駅 - ペッチャブリー駅 (150.49km)

## 駅構造

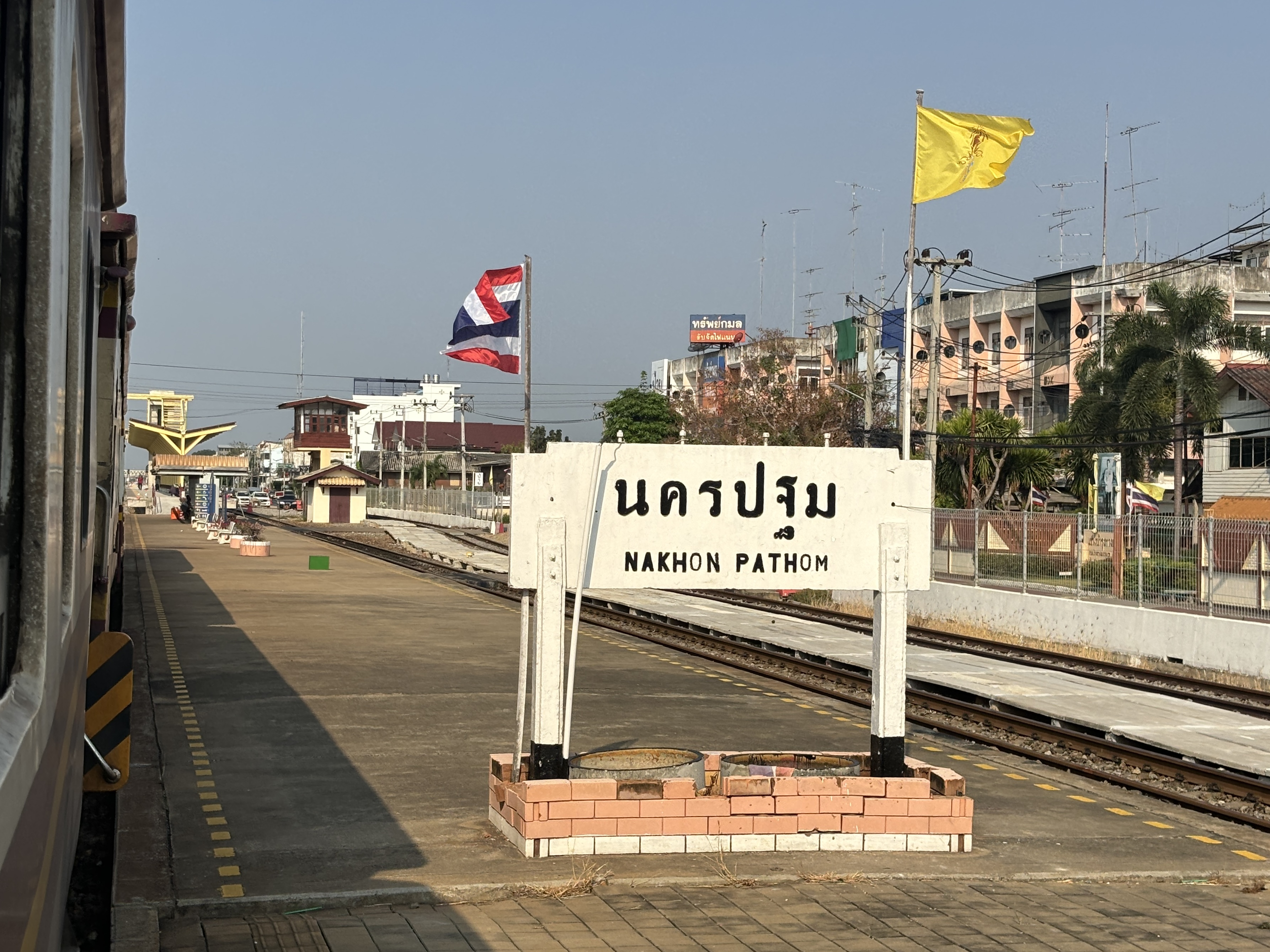
ホーム

駅本屋前の片面ホームと島式ホーム各1面を有する地上駅である。構内には上下本線各1本がある他、本線の外側に貨物側線がある。副本線と貨物側線の間には信号扱所が建っている。
また、当駅はバンスー分岐駅から続くCTCによる自動信号方式と、当駅以南にチュムポン駅まで続く連査閉塞方式の境界をなしており、当駅の西方（スンガイコローク寄り）には信号境界のための待機側線が設けられている。（連査閉塞方式においては1駅間が1閉塞とされており、先行列車が次駅に到着するまで後続列車を進行させることができないため）

## 駅周辺

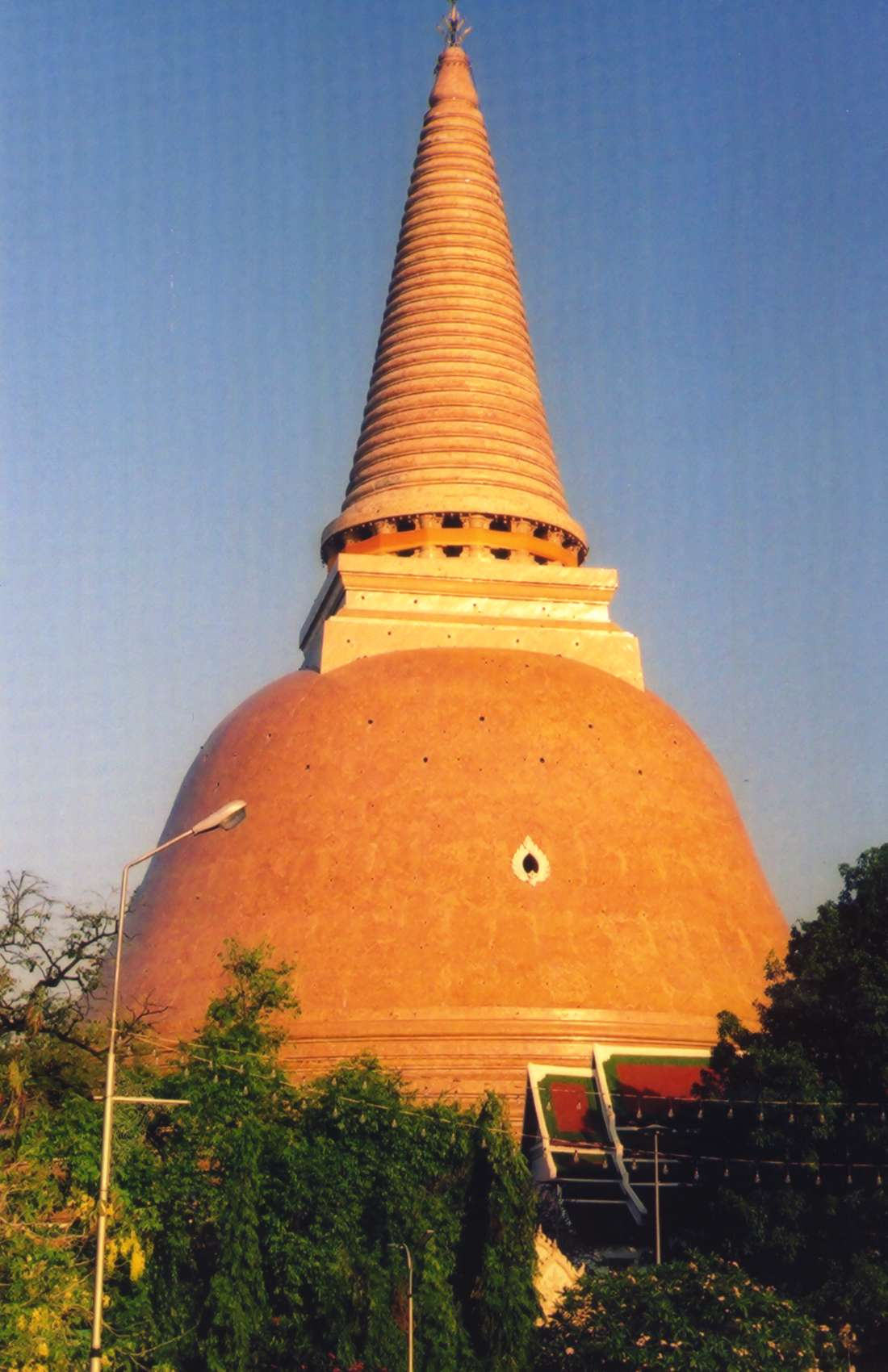
プラ・パトムチェーディー

- ワット・プラパトムチェーディー (300m) （世界一高い仏塔（高さ120.45m）、プラ・パトムチェーディーを抱えることで有名である）
- バスターミナル (1km)
- ミットパイサンホテル（林道安大旅社）　（駅舎正面）